# Pirostomella raimundi
Pirostomella raimundi är en svampart som beskrevs av Sacc. 1914. Pirostomella raimundi ingår i släktet Pirostomella, divisionen sporsäcksvampar och riket svampar.   Inga underarter finns listade i Catalogue of Life.